# Tito Schipa
Tito Schipa (Lecce, 27 de desembre de 1888 – Nova York, 16 de desembre de 1965) va ser un tenor italià. Se'l considera un dels més perfectes tenore di grazia de la història de l'òpera. Estava dotat amb una veu natural i sensual que usava amb gran intel·ligència i gust.

## Biografia
Va nàixer a Lecce, a la Pulla, en el si d'una família Arbëreshë. El seu nom complet era Raffaele Attilio Amedeo Schipa. Va ser inscrit com a nascut el 2 de gener de 1889 per endarrerir el seu posterior reclutament militar un any. Va estudiar a Milà i va fer el seu debut operístic a l'edat de 21 anys, l'any 1910, a Vercelli. Després va anar apareixent arreu d'Itàlia i a Buenos Aires. L'any 1917, va estrenar, en el paper de Ruggiero, La rondine de Puccini.
L'any 1919 va viatjar als Estats Units d'Amèrica i va ingressar a la companyia de la Lyric Opera de Chicago, on va romandre fins a l'any 1932. El 1931 cantà a Montevideo amb la soprano argentina Adelina Morelli, L'elisir d'amore. Des d'aquest any fins al 1935 va pertànyer a la companyia del Metropolitan Opera de Nova York, a la qual també s'uniria l'any 1941. Tot i això, entre 1929 i 1949 va continuar cantant a Itàlia, i va tornar a Buenos Aires el 1954. L'any 1957 va fer una gira per l'URSS.
El repertori de Schipa incloïa més d'una vintena de papers d'òperes italianes i franceses, com ara el Werther de Massenet, L'elisir d'amore de Donizetti, i L'arlesiana de Francesco Cilea. En concert, Schipa va cantar àries d'òpera, però també cançons napolitanes i espanyoles.

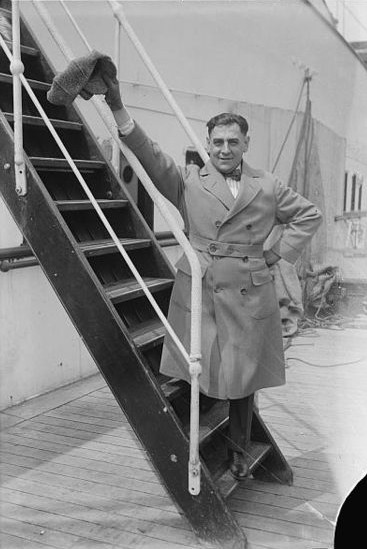
Tito Schipa

Va fer nombrosos enregistraments, incloent-hi un famós Don Pasquale de Donizetti de l'any 1932, que fou un dels primers enregistraments d'una òpera completa i que encara es pot trobar al mercat.
Tito Schipa va ser un precursor d'aquesta peculiar espècie de tenors que, a més, conreen una carrera com a directors d'orquestra. Avui dia Plácido Domingo continua aquesta tradició. Tot i que de vegades s'ha considerat que la veu de Schipa no era destacable en allò que feia al volum i al timbre, el fet és que brillava per la seua musicalitat i la seua sòlida i magistral tècnica.
Es va retirar l'any 1958 per a ensenyar cant a Budapest. Va morir a l'edat de 77 anys a Nova York, on treballava com a professor de cant, a causa de la seua diabetis.